# Sejerø-Bucht
Die Sejerø-Bucht (dänisch: Sejerø Bugt) ist eine zum Kattegat gehörende Bucht im Nordwesten der zur dänischen Insel Seeland gehörenden Halbinsel Odsherred.
Das nördliche Ufer der Bucht wird von der Halbinsel Sjællands Odde gebildet. Die direkte Entfernung zwischen dem nördlichen und südlichen Punkt der Bucht beträgt etwa 15 Kilometer, wobei sich die Bucht etwa 12 Kilometer ins Inland erstreckt. Westlich vor der Bucht befindet sich die Insel Sejerø, von der sich der Name der Bucht ableitet.
Im südlichen Bereich der Bucht liegen die Siedlungen Ordrup Strand, Skamlebæk Strand, Veddinge Strand und Høve Strand, im nördlichen Lumsås, Overby und der Fährhafen Odden. Das Gebiet der Bucht gehört zur Odsherred Kommune. Entlang der Bucht bestehen mehrere bekannte Strände und ausgedehnte Ferienhaussiedlungen.
Am 6. September 1982 kam es in der Bucht zum Peder-Skram-Raketenzwischenfall. An Bord der dänischen Fregatte Peder Skram war im Kattegat versehentlich eine Rakete gestartet worden, die nach etwa 34 Kilometern Flugstrecke im Nordosten der Bucht, in einem Ferienhausgebiet bei Lumsås, einschlug und dabei vier Ferienhäuser zerstörte und hundert beschädigte, ohne jedoch Menschen zu verletzen.